# كريستين رينتون
كريستين رينتون (بالإنجليزية: Kristen Renton)‏ هي ممثلة أمريكية، ولدت في 14 سبتمبر 1982 بدنفر في الولايات المتحدة.

## وصلات خارجية
- كريستين رينتون على موقع IMDb (الإنجليزية)
- كريستين رينتون على موقع ألو سيني (الفرنسية)
- كريستين رينتون على موقع ميوزك برينز (الإنجليزية)
- كريستين رينتون على موقع أول موفي (الإنجليزية)
- كريستين رينتون على موقع قاعدة بيانات الفيلم (الإنجليزية)
- كريستين رينتون على موقع كينوبويسك (الروسية)